# Hypericum tosaense
Hypericum tosaense är en johannesörtsväxtart som beskrevs av Tomitaro Makino. Hypericum tosaense ingår i släktet johannesörter, och familjen johannesörtsväxter. Inga underarter finns listade i Catalogue of Life.